# WordPerfect
WordPerfect（ワードパーフェクト）は、かつてクロスプラットフォームで提供されていた、カナダのアルドのワードプロセッサソフトウェア。1980年代末から1990年代初めにかけて、一時デファクトスタンダードとなったが、その後Microsoft Wordの台頭によって圧倒的に占有率を失った。MS-DOS版と Microsoft Windows版だけではなく様々のプラットフォームやオペレーティングシステム上に移植されており、当時はMac OS、Linux、各種UNIX、VMS、System/370、AmigaOS、Atari ST、OS/2、NeXTSTEPなどで動作した。
1994年にWordPerfectはノベルに売却され、1996年にはコーレルに売却（コーレルはその後アルドに改称）し、現在はQuattro ProやプレゼンテーションソフトとバンドルしたWordPerfect Officeの一部として、Windows版のみ販売されている。

## WordPerfect for DOS
WordPerfectを最初に開発したのは、ブリガムヤング大学の学生ブルース・バスティアン（Bruce Bastian）とアラン・アシュトン（Alan Ashton）教授であった。サテライト・ソフトウェア・インターナショナル社（Satellite Software International, Inc.）をユタ州で創設し、後に社名をワードパーフェクト社（WordPerfect Corporation）に改称した。最初のバージョンはデータゼネラルのミニコンピュータ向けで、それを1982年にIBM PCに移植したWordPerfect 2.20が登場した。バージョン番号はデータゼネラル版と連続している。
人気を得るようになったのは、1986年のWordPerfect 4.2からであった。このバージョンでは、段落のナンバリング機能や脚注の自動挿入（多い場合に次のページに一部を割り付けるなど）といった機能を持っていた。WordPerfect 4.2は当時最も人気のあったWordStarからトップの座を奪い取った。
1989年、WordPerfect 5.1 for DOSがリリースされた。このバージョンではMacintosh風のプルダウンメニューを採用し、表計算ソフトのような作表機能も備えていた。WordPerfect 6.0 for DOSでは、従来型のテキストモードとグラフィックスを使ったWYSIWYGモードを備え、太字、下線、斜体といったテキスト効果が表示可能であった。

### 主な特徴
- ストリーミング・コード・アーキテクチャ - HTMLとCSSのようなフォーマットを採用。HTMLのように入れ子になったタグで文書の設定を保持する。
- スタイルとスタイルライブラリ - ストリーミング・コード・アーキテクチャに対応したスタイルシートに相当する部分。WP 5.0 から。
- Reveal Code - タグなどを表示する補助エディタ画面。この画面で表示される各種トークンをクリックすることで、スタイルエディタなどが起動でき、非常に細かい編集が可能。
- 高機能なマクロ言語。後にPerfectScriptとなる。
- 各種プリンタドライバを同梱し、プリンタドライバエディタPTRでユーザーが独自のプリンタドライバを開発可能。なお、WordPerfectは独自の文字コードを内部で使用していた。

### WordPerfect Library/Office
ワードパーフェクト社は、付随するスピンオフ製品として1986年にWordPerfect Libraryをリリースし、後にWordPerfect Officeと改称した。これは、WordPerfectと共に使えるネットワーク機能や独自ユーティリティの集合体であり、NetWareを使っているオフィスでの利用を想定していた。以下のような機能が含まれる。
- Shell - タスクスイッチャー。Windows 3.xにほぼ匹敵し、しかもWindowsよりも安定していた。
- Calculator - 電卓機能
- Notebook - フラットファイル型データベース
- DataPerfect - 関係データベース

なお、後にコーレルがWordPerfectを買収し、WordPerfect Officeという名称をコーレル社のオフィススイート・ソフトウェアの名称として活用している。

## WordPerfect for Windows
WordPerfectのWindows版の登場は遅かった。1991年にはWordPerfect 5.1 for Windowsがリリースされたが、DOSからインストールする必要がある上、安定性に重大な問題があった。1992年には、安定動作するバージョン5.2がリリースされたが、すでにMicrosoft Word for Windows version 2がリリースされてから1年が経過していた。WordPerfectのファンクションキーを中心としたインタフェースはWindowsに馴染まず、各種キーの組み合わせもWindows自身のキーボードショートカットと非互換を生じていた（例えば、Alt-F4 は「プログラム終了」だが、WordPerfectでは 「ブロックテキスト」）。注力していたプリンタドライバもWindowsでは不要となってしまった。
Windows版でもWordPerfectは独自の文字コードを内部で使用していた。このため、中国語などWindowsが対応した言語に対応できない事態が発生した。
ワードパーフェクト社は1993年、ボーランドとの相互ライセンス契約を締結し、WordPerfectはオフィススイートBorland Officeの一部となった。これには、他にQuattro Pro、Borland Paradox、WordPerfect Officeが含まれていた。その後、このWordperfect商品群は1994年6月にノベルに売却され、1996年1月にコーレルに売却された。ただし、ノベルはWordPerfect Office全体を売却せず、その技術をGroupWiseに流用した。
その後もWordPerfectはトラブルに見舞われた。Windows 95のリリースから9カ月後の1996年5月、32ビット版の WordPerfect 7がリリースされた。これは安定動作せず、マイクロソフトから "Designed for Windows 95" のロゴも取得できなかった。さらに、最初の WordPerfect 7は Windows NTで動作しなかった。NT対応のWordPerfect 7は遅れ、1997年にリリースされたときには NT 4.0がリリースされて6カ月が経過していた。
マイクロソフトは、Microsoft WordをプリインストールするPCメーカーにはWindowsを値引きするという作戦でシェアを伸ばしていった。WordPerfectは主に司法関係と学術関係で生き延びている。例えば、2005年にもアメリカ合衆国司法省がWordPerfectを大量に購入した。2004年11月、ノベルはマイクロソフトを反トラスト法違反で訴えた。

## WordPerfect for Macintosh
Macintosh向けのWordPerfectは他のオペレーティングシステム向けとはバージョン番号等も異なっていた。最初の1.0版はDOS版などのユーザー向けであり、それほど成功しなかった。2.0版は完全な書き換えがなされ、Mac OSのUIガイドラインに準拠するよう改良された。3.0版はその方向性をさらに推進した。1995年にリリースされた3.5版と若干の改良を施した3.5e版（1997年）を最後として、Macintosh版は開発されていない。2004年、コーレルは改めてWordPerfect for Macintoshを開発する予定がないことを明らかにした。
数年間、コーレルは3.5e版をウェブサイト上で公開し、無料でダウンロード可能にしていた。ただし、PowerPC版Mac上のクラシック環境で動作するソフトウェアであるため、インテル版MacではSheepShaverなどのエミュレータを必要とする。

## WordPerfect for Linux
1996年、カルデラがインターネットオフィスパッケージの一部としてLinux版WordPerfectをリリースした。草創期の商用Linux市場に足場を作ろうとしたコーレルも、独自のLinux版（Corel Linux）を開発した。
Linux版自体は好意的に受け止められたが、WordPerfectへの反応は様々であった。有名なアプリケーションがLinuxに移植されたことを単純に喜ぶ向きもあったが、オープンソースコミュニティの反応は冷ややかで、OpenOffice.orgのようなフリーウェアが主流の市場で、プロプライエタリなワードプロセッサがどれだけ支持されるかが疑問視された。また、WordPerfect 9.0はネイティブなLinuxアプリケーションではなく、Windows版をWine上で動作させるもので、安定性が批判の的となった。
結局、WordPerfectはLinux市場では受け入れられず、コーレルの方針転換もあって、9.0（2000年）を最後として開発が終了し、Linux版もXandrosに売却された。2004年4月、コーレルは最後のLinuxネイティブ版だった8.1を若干改良して、Linux市場の調査を兼ねてリリースした。2005年以降、WordPerfect for Linuxは販売されていない。

## バージョン
| 年     | Data General | MS-DOS | Apple DOS    | AmigaOS | VAX/VMS      | Mac OS      | NeXTStep | OS/2 | Windows           | Unix | Linux | Java                 |
| ------ | ------------ | ------ | ------------ | ------- | ------------ | ----------- | -------- | ---- | ----------------- | ---- | ----- | -------------------- |
| 1980年 | 1.0          |        |              |         |              |             |          |      |                   |      |       |                      |
| 1981年 |              |        |              |         |              |             |          |      |                   |      |       |                      |
| 1982年 | 2.0          | 2.2    |              |         |              |             |          |      |                   |      |       |                      |
| 1983年 |              | 3.0    |              |         |              |             |          |      |                   |      |       |                      |
| 1984年 |              | 4.0    |              |         |              |             |          |      |                   |      |       |                      |
| 1985年 |              | 4.1    | 1.0          |         |              |             |          |      |                   |      |       |                      |
| 1986年 |              | 4.2    | 1.1 / 2.0    |         |              |             |          |      |                   |      |       |                      |
| 1987年 |              |        |              | 4.1     | 4.1          |             |          |      |                   |      |       |                      |
| 1988年 | 4.2          | 5.0    |              |         | 4.2, Office* | 1.0 - 1.0.7 |          |      |                   | 4.2  |       |                      |
| 1989年 | ?*           | 5.1    | 2.1e (final) |         | 5.0          |             |          |      |                   |      |       |                      |
| 1990年 |              |        |              |         |              | 2.0         |          | 5.0  |                   |      |       |                      |
| 1991年 |              |        |              |         |              |             | 1.0.1    |      | 5.1               |      |       |                      |
| 1992年 |              |        |              |         |              | 2.1         |          |      | 5.2               | 5.1  |       |                      |
| 1993年 |              | 6.0    |              |         |              | 3.0         |          | 5.2  | 6.0               |      |       |                      |
| 1994年 |              | 5.1+   |              |         |              | 3.1         |          |      | 5.2+, 6.1         | 6.0  |       |                      |
| 1995年 |              | 6.1    |              |         |              | 3.5         |          |      |                   |      |       |                      |
| 1996年 |              |        |              |         |              |             |          |      | 7.0 (32-bit)      |      | 6.0   |                      |
| 1997年 |              | 6.2    |              |         |              | 3.5e        |          |      | 8.0, 7.0 (16-bit) |      |       | WordPerfect for Java |
| 1998年 |              |        |              |         |              |             |          |      |                   |      | 7.0   |                      |
| 1999年 |              |        |              |         |              |             |          |      | 9.0 *             |      | 8.1   |                      |
| 2000年 |              |        |              |         |              |             |          |      |                   |      | 9.0   |                      |
| 2001年 |              |        |              |         |              |             |          |      | 10.0 *            |      |       |                      |
| 2003年 |              |        |              |         |              |             |          |      | 11.0 *            |      |       |                      |
| 2004年 |              |        |              |         |              |             |          |      | 12.0 *            |      |       |                      |
| 2006年 |              |        |              |         |              |             |          |      | X3 * (13.0)       |      |       |                      |
| 2008年 |              |        |              |         |              |             |          |      | X4 * (14.0)       |      |       |                      |
| 2010年 |              |        |              |         |              |             |          |      | X5 * (15.0)       |      |       |                      |
| 2012年 |              |        |              |         |              |             |          |      | X6 * (16.0)       |      |       |                      |
| 2014年 |              |        |              |         |              |             |          |      | X7                |      |       |                      |
| 2016年 |              |        |              |         |              |             |          |      | X8                |      |       |                      |
| 2018年 |              |        |              |         |              |             |          |      | X9                |      |       |                      |
| 2020年 |              |        |              |         |              |             |          |      | 2020              |      |       |                      |

（* - WordPerfect Office の一部）
- VAX/VMS版には5.3[4]と7.1[5]もあるが、リリース時期不明。
- SunOSまたはSolaris版として6.0があったが、リリース時期不明。
- IBM System/370版として4.2が1988年にリリースされた。
- OS/2 版として5.0が1989年にリリースされた。
- DEC Rainbow 100版が1983年11月にリリースされている。

上記以外のバージョンとして、Apricot、Atari ST、DEC Rainbow、Tandy 2000、TI Professional、Victor 9000、Zenith Z-100向けがあった。また、30種類以上のUNIX向けも存在した（AT&T、NCR、SCO Xenix、Microsoft Unix、DEC Ultrix、Pyramid Tech Unix、Tru64、AIX、Motorola 8000、HP9000、SUN 3など）。

## 最新版（X3以降）
2006年1月17日、コーレルは WordPerfect X3を発表した。コーレルはOASISのオリジナルメンバーでもあり、OpenDocumentの仕様策定にも深く関わっている。しかし、OpenDocumentやOffice Open XMLのサポートはされず、ベータ版のリリースにとどまっていた。
2008年4月、コーレルはオフィススイートWordPerfect Office X4をリリースした。これに含まれる新しいWordPerfectでは、PDF、OpenDocument、Office Open XMLがサポートされている。
2010年3月、コーレルはオフィススイートWordPerfect Office X5をリリースした。これに含まれる新しいWordPerfectでは、PDF、OpenDocument、Office Open XMLに対するサポートの強化のほか、Microsoft Windows 7への対応などがなされた。
2012年4月、コーレルはオフィススイートWordPerfect Office X6をリリースした。これに含まれる新しいWordPerfectでは、マルチ・ドキュメント/モニタ機能や新しいマクロ機能、Windows 8プレビュー版のサポート、eBookパブリッシャーが含まれる。
2014年4月、WordPerfect Office X7リリース
2016年4月、WordPerfect Office X8リリース
2018年5月、WordPerfect Office X9リリース
2020年5月リリースの最新バージョンは、WordPerfect Office 2020に含まれている。